# مراد أبو أنزا
مراد أبو أنزا (بالعبرية: מוראד אבו ענזה‏) هو لاعب كرة قدم إسرائيلي في مركز الهجوم، ولد في 8 نوفمبر 1986 في مدينة رهط في إسرائيل. لعب مع مكابي بتاح تكفا ونادي أسدود.

## وصلات خارجية
- مراد أبو أنزا على موقع قاعدة بيانات كرة القدم.إي يو (الإنجليزية)